# Nicoleta Alexandru
Nicoleta Alexandru (Bukarest, 1968. november 5. –) román énekesnő. Részt vett a 2003-as Eurovíziós Dalfesztiválon és a Don't Break My Heart című dalával 10. lett.
Jelenlegi[mikor?] zenekara:
- Barabas Attila – gitár
- Balint Attila – dobok
- Biró Zoltán – basszusgitár
- Szabó Zsolt – billentyűk
- „Hacker” – zenekari technikus

## Albumai
- De mă vei chema – 2005
- Best of Nicola – 2003
- Lângă mine – 2002
- Turquoise – 2000
- Cu tălpile goale – 1999